# Erlensee bei Erlensee und Bulau bei Hanau
Erlensee bei Erlensee und Bulau bei Hanau este o arie protejată (arie specială de conservare — SAC, sit de importanță comunitară — SCI) din Germania întinsă pe o suprafață de 603,46 ha, integral pe uscat.

## Localizare
Centrul sitului Erlensee bei Erlensee und Bulau bei Hanau este situat la coordonatele 50°08′10″N 8°58′05″E / 50.1361°N 8.9681°E.

## Înființare
Situl Erlensee bei Erlensee und Bulau bei Hanau a fost declarat sit de importanță comunitară în iunie 2000 pentru a proteja 1 specie de plante și 72 de specii de animale. Situl a fost protejat și ca arie specială de conservare în martie 2008.

## Biodiversitate
Situată în ecoregiunea continentală, aria protejată conține 6 habitate naturale: Lacuri eutrofice naturale cu vegetație de tip Magnopotamion sau Hydrocharition, Râuri cu maluri nămoloase cu vegetație de Chenopodion rubri p.p. și Bidention p.p., Fânețe de joasă altitudine (Alopecurus pratensis, Sanguisorba officinalis), Păduri de fag Asperulo-Fagetum, Păduri de stejar sau de stejar și carpen sub-atlantice și medio-europene de Carpinion betuli, Păduri aluvionare cu Alnus glutinosa și Fraxinus excelsior (Alno-Padion, Alnion incanae, Salicion albae).
La baza desemnării sitului se află mai multe specii protejate:
- plante (1): mușchi (Dicranum viride)
- păsări (71): uliu porumbar (Accipiter gentilis gentilis), uliu păsărar (Accipiter nisus nisus), lăcar-de-mlaștină (Acrocephalus palustris), lăcar-de-rogoz (Acrocephalus schoenobaenus), lăcar-de-lac (Acrocephalus scirpaceus), fluierar de munte (Actitis hypoleucos), ciocârlie-de-câmp (Alauda arvensis), pescăruș albastru (Alcedo atthis), rață lingurar (Anas clypeata), rață mică (Anas crecca crecca), rață fluierătoare (Anas penelope), rață cârâitoare (Anas querquedula), gâscă cenușie (Anser anser), fâsă de pădure (Anthus trivialis), lăstunul mare (Apus apus), Ardea cinerea cinerea, rață-cu-cap-castaniu (Aythya ferina), rața moțată (Aythya fuligula), șorecarul comun (Buteo buteo), sticlete (Carduelis carduelis), erete de stuf (Circus aeruginosus), botgros (Coccothraustes coccothraustes), porumbel de scorbură (Columba oenas), Columba palumbus palumbus, cuc (Cuculus canorus), lebădă de vară (Cygnus olor), lăstun de casă (Delichon urbicum), ciocănitoare pestriță mare (Dendrocopos major), ciocănitoarea de stejar (Dendrocopos medius), ciocănitoare pestriță mică (Dendrocopos minor), ciocănitoare neagră (Dryocopus martius), presură galbenă (Emberiza citrinella), presură de stuf (Emberiza schoeniclus), vânturel roșu (Falco tinnunculus), muscar negru (Ficedula hypoleuca), becațină comună (Gallinago gallinago), Gallinula chloropus chloropus, frunzăriță galbenă (Hippolais icterina), rândunică (Hirundo rustica), sfrâncioc roșiatic (Lanius collurio), Locustella naevia, privighetoare (Luscinia megarhynchos), gaia neagră (Milvus migrans), gaia roșie (Milvus milvus), codobatură galbenă (Motacilla alba), codobatură de munte (Motacilla cinerea), muscar sur (Muscicapa striata), grangur (Oriolus oriolus), Parus caeruleus, pițigoi mare (Parus major), cormoran mare (Phalacrocorax carbo carbo), pitulice de munte (Phylloscopus collybita), pitulice sfârâitoare (Phylloscopus sibilatrix), pitulice-fluierătoare (Phylloscopus trochilus), ciocănitoare verzuie (Picus canus), Podiceps cristatus cristatus, brumăriță de pădure (Prunella modularis), mugurarul (Pyrrhula pyrrhula), aușel sprâncenat (Regulus ignicapilla), aușel cu cap galben (Regulus regulus), lăstun de mal (Riparia riparia), sitar de pădure (Scolopax rusticola), graur (Sturnus vulgaris), silvie cu cap negru (Sylvia atricapilla), silvie de zăvoi (Sylvia borin), silvie de câmp (Sylvia communis), silvie-mică (Sylvia curruca), Tachybaptus ruficollis ruficollis, pănțărușul (Troglodytes troglodytes), sturz (Turdus pilaris), nagâț (Vanellus vanellus)
- nevertebrate (1): rădașcă (Lucanus cervus)

Pe lângă speciile protejate, pe teritoriul sitului au mai fost identificate 33 de specii de plante, 10 specii de păsări, 8 specii de amfibieni, 5 specii de mamifere, 23 de specii de nevertebrate, 11 specii de pești, 3 specii de reptile.